# هوسوکاوا موچی‌یوکی
هوسوکاوا موچی‌یوکی ((به ژاپنی: 細川持之); ۱ ژانویهٔ ۱۴۰۰ – ۸ سپتامبر ۱۴۴۲) سامورایی، شوگودایمیو، چهاردهمین کانری، اهل ژاپن بود.